# Клиновидная пазуха

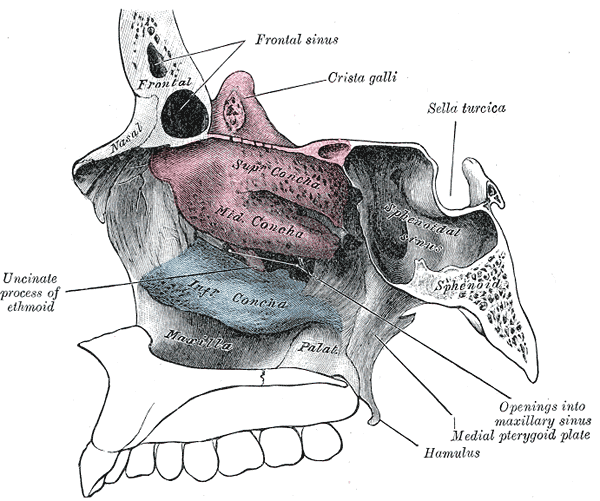
Взаимоотношение клиновидной пазухи и полости носа.

Клиновидная (основная) пазуха (лат. sinus sphenoidalis) — околоносовая пазуха, расположенная в теле клиновидной кости. Наряду с задними ячейками решетчатого лабиринта, клиновидная пазуха относится к задним околоносовым пазухам. Форма и размеры основной пазухи различны. При больших размерах может распространяться на большие крылья или крыловидные отростки клиновидной кости, или базилярную часть затылочной кости. Перегородками разделена на правую и левую половины, как правило несимметричные, которые открываются на передней стенке посредством апертур в верхние носовые ходы. На верхней стенке клиновидной пазухи в её средних отделах располагается турецкое седло. Снаружи клиновидной пазухи, вдоль её боковых стенок проходят кавернозные синусы с располагающимися в них сосудами и нервами.